# Leninsky (huyện của Volgograd)
Huyện Leninsky (tiếng Nga: ? райо́н) là một huyện hành chính tự quản (raion), của Tỉnh Volgograd, Nga. Huyện có diện tích 2597 kilômét vuông, dân số thời điểm ngày 1 tháng 1 năm 2000 là 32700 người. Trung tâm của huyện đóng ở Leninsk.